# Distrikt Kasanda

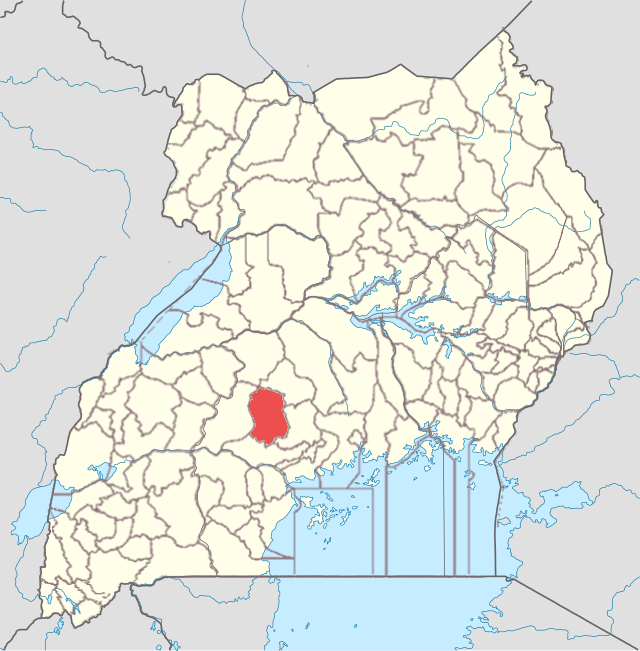
Lage des Distrikts Kasanda in Zentral-Uganda

Kasanda ist ein Distrikt in Zentraluganda. Die Hauptstadt des Distrikts ist Kasanda.

## Geschichte
Der Distrikt Kasanda entstand 2017 aus Teilen des Distrikts Mubende.

## Demografie
Die Bevölkerungszahl wird für 2020 auf 312.700 geschätzt. Davon lebten im selben Jahr 5,4 Prozent in städtischen Regionen und 94,6 Prozent in ländlichen Regionen.